# Lijst van spelers van Club Sport Emelec
Deze lijst omvat voetballers die bij de Ecuadoraanse voetbalclub Club Sport Emelec spelen of gespeeld hebben. De namen zijn alfabetisch gerangschikt.

## A
- Gabriel Achilier
- José Aguirre
- Marino Alcivar
- Armando Angulo
- Robert Angulo
- Rorys Aragón
- Alberto Arboleda
- Raul Arguello
- Michael Arroyo
- Cesar Asis
- Luis Asprilla
- Jonathan Auer
- Raúl Avilés
- Jaime Ayoví
- José Ayovi
- Junior Ayovi
- Marlon Ayoví
- Walter Ayoví
- Juan Azconzábal

## B
- Óscar Bagüi
- José Balseca
- Jorge Batallas
- Julio Bayona
- Santiago Biglieri
- Jesse Biojó
- Jorge Bolanos
- Richard Borja
- Cristian Bottero
- Jimmy Bran
- Miguel Bro
- Ovidiu Burcă

## C
- Darwin Caicedo
- Geovanny Caicedo
- Jaime Caicedo
- Marcos Caicedo
- Pel Caicedo
- Jefferson Camacho
- Ronnal Campos
- Moises Candelario
- Luis Capurro
- Wilson Carabalí
- Jesus Cardenas
- Gonzalo Castaneda
- Marco Cerioni
- Paul Cetre
- Álex Cevallos
- Facundo Coria
- Dannes Coronel
- Franklin Corozo
- Moisés Cuero

## D
- Agustín Delgado
- Carlos Delgado
- Jaime Delgado
- Marlon Díaz
- Esteban Dreer

## E
- Edu Manga
- Marcelo Elizaga
- Michael Endara
- Carlos Espínola
- Jacinto Espinoza
- Silvano Estacio
- Marco Etcheverry

## F
- Kléber Fajardo
- Ángel Fernández
- Gabriel Fernández
- Ecuador Figuerora
- Julio Fleitas
- Fulton Francis

## G
- Fernando Gaibor
- Gonzalo Galindo
- Carlos García
- Eduardo García
- Leonardo García
- Daniel Garrido
- Fernando Giménez
- Cristian Gómez
- Francisco Gómez
- Johan Gómez
- Wilmer Gómez
- Cristian Grabinski
- Ariel Graziani
- Jorge Guagua
- Xavier Guaman
- Fernando Guerrero
- Rafael Guerrero
- Wimper Guerrero
- Marco Guime

## H
- Sebastian Hernández
- Carlos Hidalgo
- Angel Hurtado
- Dennys Hurtado
- Ivan Hurtado

## I
- Walter Iza

## J
- Carlos Juárez

## K
- Iván Kaviedes
- Javier Klimowicz
- Paterson Klinger

## L
- Jorge Ladines
- Alexi Lalas
- Damián Lanza
- Felix Lasso
- Mario Leguizamón
- Ángel Liciardi
- Gonzalo Luduena
- Luis Luna

## M
- Wilson Macías
- Rubén Marcos
- Angel Mena
- Deison Méndez
- Edison Méndez
- Franco Mendoza
- Manuel Mendoza
- Cristian Menéndez
- Lorenzo Mercado
- Peter Mercado
- Byron Miña
- Felipe Miña
- Mariano Miña
- Roberto Miña
- José Miña
- Oswaldo Minda
- Tilson Minda
- Jier Molina
- Marcos Mondaini
- Jefferson Montero
- Carlos Luis Morales
- Jerónimo Morales
- Carlos Morán
- Eduardo Morante
- Wilson Morante
- Luis Moreira

## N
- Freddy Nazareno
- Carlos Netto
- Christian Noboa

## O
- Gerson de Oliveira
- Benito Olivo
- Luis Ordenana
- Ebelio Ordóñez
- Facundo Orozco
- Jesus Ortíz
- Luis Ortíz

## P
- Joffre Pachito
- Armando Paredes
- Hernán Peirone
- Gerardo Pelusso
- Pablo Pérez
- Oscar Pianetti
- Carlos Pineda
- Dario Pinillo
- Daniel Pinto
- Gusto Pinto
- Jefferson Pinto
- Augusto Poroso
- Livio Prieto
- Pedro Prospitti

## Q
- Carlos Quiñónez
- Hólger Quiñónez
- Lupo Quiñónez
- José Quiñónez
- Marco Quiñónez
- Pedro Quiñónez
- Urlin Quintero
- Did Quiroz

## R
- Carlos Raffo
- Erwin Ramírez
- Fabio Ramos
- Giancarlo Ramos
- Juan Raponi
- Enrique Raymondi
- Francisco Rendón
- Roger Renteria
- José Manuel Rey
- Luis Rivera
- Ricardo Riveros
- Bryan Rodríguez
- Israel Rodríguez
- Israel Rodríguez
- Joao Rojas
- Jorge Alberto Rojas
- Ivo Ron
- Jean de la Rosa
- Gusto Ruiz

## W
- Wellington Sánchez
- Eduardo Smith
- Eduardo Smith
- Eial Strahman

## T
- Juan Tenorio
- Luis Tenorio
- Máximo Tenorio
- Otilino Tenorio
- Jorge Torales
- Felix Torres
- Leandro Torres
- Carlos Torres
- Juan Trivino

## V
- Christian Valencia
- Enner Valencia
- Sergio Vargas
- Daniel Vega
- Washington Velez
- Wilfrido Verduga
- Lucas Viatri
- Did Vilela
- Daniel Viteri

## W
- Polo Wila

## Y
- Cipriano Yu Lee

## Z
- Jasson Zambrano
- Luis Zambrano
- Jairon Zamora
- Martín Zapata
- Wilmer Zumba
- Rommel Zura